# Gracianne Hastoy
Pour le joueur international français de rugby à XV, voir Antoine Hastoy.
Œuvres principales
- Squelettes en sucre
- André Labarrère, le parfum des capucines
- Le chêne de Guernica
- Le solstice des maudites

Compléments
- Vie entre la  France et le  Mexique

Gracianne Hastoy est un écrivain français, née le 24 septembre 1968 à Oloron-Sainte-Marie (Pyrénées-Atlantiques). Elle est l'auteure de plusieurs romans, et travaille également comme rédactrice en chef du site d'information en ligne critica.fr. D'abord à compte d'auteur, Gracianne Hastoy s'est ensuite tournée vers l'édition traditionnelle. Gracianne Hastoy partage son temps entre la France et le Mexique. Elle donne des conférences et mène des travaux sur l'écrivain B. Traven. Elle est membre de l'Académie des lettres pyrénéennes. En 2012, les éditions Cairn re-publieront ses romans "Le solstice des Maudites" et "Le chêne de Guernica".